# Prince de mon cœur
 (août 2024).
Si vous disposez d'ouvrages ou d'articles de référence ou si vous connaissez des sites web de qualité traitant du thème abordé ici, merci de compléter l'article en donnant les références utiles à sa vérifiabilité et en les liant à la section « Notes et références ».
Pour plus de détails, voir Fiche technique et Distribution.
Prince de mon cœur est un film français réalisé par Jacques Daniel-Norman, sorti en 1938.

## Fiche technique
- Titre : Prince de mon cœur
- Réalisation : Jacques Daniel-Norman
- Scénario : Jacques Daniel-Norman
- Dialogues : Jacques Daniel-Norman et Francis Didelot
- Photographie : Marc Bujard et Tahar Hannache
- Décors : Claude Bouxin
- Son : Georges Gérardot
- Musique : Vincent Scotto
- Montage : Mireille Bessette
- Société de production : Fornor Films
- Pays de production : France
- Format : Noir et blanc - 35 mm
- Durée : 106 minutes
- Date de sortie : 
  - France : 17 novembre 1938

## Distribution
- Reda Caire : le prince Serge III
- Claude May : Katia
- Pierre Larquey : le préfet de police Sekow
- Colette Darfeuil : Mirette
- Roland Toutain : le journaliste
- Jean Témerson : Tsoupoff
- Simone Cerdan : la princesse Carina
- Thérèse Dorny : Isabelle
- Jean Toulout
- Georges Bever
- Marcel Vallée